# Фримонт
Фримонт (енгл. Fremont) град је у америчкој савезној држави Калифорнија. По попису становништва из 2010. у њему је живело 214.089 становника.

## Демографија
Према попису становништва из 2010. у граду је живело 214.089 становника, што је 10.676 (5,2%) становника више него 2000. године.
|                   | 2010.            | 2000.            |
| Укупно            | 214 089 (100,0%) | 203 413 (100,0%) |
| Азијати           | 108 332 (50,60%) | 75 165 (36,95%)  |
| Белци             | 56 766 (26,52%)  | 84 149 (41,37%)  |
| Хиспаноамериканци | 31 698 (14,81%)  | 27 409 (13,47%)  |
| Остали            | 10 190 (4,760%)  | 10 380 (5,103%)  |
| Афроамериканци    | 7 103 (3,318%)   | 6 310 (3,102%)   |

## Партнерски градови
- Џајпур
- Puerto Penasco
- Фукаја
- Horta
- Липа